# Ryss Anna Olsson
Ryss Anna Olsson, folkbokförd som Anna Olsdotter, född 22 februari 1878 i Gruddbo i Solleröns socken, död 15 juni 1945 på samma plats, var en svensk hornblåserska.  Hon hade liksom sin far Ryss Olof Larsson gårdsnamnet Ryss efter Ryssgården i Sollerön.
Hon utmärkte sig på spelmanstävlingarna i Gesunda och Mora. Den första tävlingen 1906 var initierad av Anders Zorn. Hon är representerad med fyra vallåtar i Svenska låtar. 